# Westfalenpokal 2020/21
Der Westfalenpokal 2020/21 war die 40. Austragung im Fußball-Westfalenpokal der Männer. Die Finalisten qualifizierten sich für die erste Hauptrunde des DFB-Pokal 2021/22.

## Auswirkungen der Covid-19-Pandemie
Infolge der aufgrund der COVID-19-Pandemie durch Bundes- wie Landesregierungen beschlossenen Maßnahmen wurde der Spielbetrieb und damit einhergehend in den meisten Kreisen auch der Trainingsbetrieb aller Amateurspielklassen in Nordrhein-Westfalen ab November 2020 unterbrochen. Während die Regionalliga West sowie die 3. Liga ihren Spielbetrieb weiterhin fortsetzten, musste der Westfalenpokal nach insgesamt nur vier ausgetragenen Erstrundenpartien Ende Oktober bis auf Weiteres unterbrochen werden.
Am 19. April 2021 beschloss der Fußball- und Leichtathletik-Verband Westfalen die Annullierung aller Amateurspielklassen und Pokalturniere auf Kreisebene. Da den Amateurklubs daher Spiel- und Trainingspraxis fehlte und nicht absehbar war, wann diesen die Wiederaufnahme des Trainingsbetriebs gestattet würde, wurde der Westfalenpokal mit den sechs westfälischen Profiteams, die zum Zeitpunkt des Abbruchs noch im Pokalwettbewerb vertreten waren, neu gestartet. Als Ausgleich erhielten alle am Westfalenpokal 2020/21 teilnahmeberechtigten Klubs ein Startrecht für den Westfalenpokal 2021/22. Der SV Lippstadt 08, der TuS Haltern, der TuS Dornberg und der SC Wiedenbrück mussten im Westfalenpokal 2021/22 keine Erstrundenpartien bestreiten, sondern starteten in der zweiten Runde in den Pokalwettbewerb, weil diese Teams im Pokal 2020/21 ihre Erstrundenpartien noch austragen konnten und durch Siege in die zweite Runde einzogen. Der zweite westfälische Vertreter am DFB-Pokal 2021/22 ist außerordentlich der beste teilnahmeberechtigte westfälische Verein der Regionalliga West 2020/21 (SC Preußen Münster); als Ausgleich wird in der kommenden Saison der Meister der Oberliga Westfalen 2021/22 für den DFB-Pokal 2022/23 gemeldet.
Nach der nordrhein-westfälischer Rechtslage und in Verbindung mit den gesetzlichen Regelungen des Bundes wurden alle Partien des im neuen Modus wiederaufgenommenen Pokalwettbewerbs als Geisterspiele ausgetragen.

## Modus
Der Westfalenpokal wurde im K.-o.-System ausgetragen. In jeder Runde gab es ein Spiel. Endete ein Spiel nach 90 Minuten unentschieden, fiel die Entscheidung im Elfmeterschießen. Die Partien der ersten Runde wurden ausgelost; der weitere Spielbetrieb erfolgte nach einer Setzliste. Bei den Spielen auf Kreisebene und der ersten und zweiten Runde auf Verbandsebene hatte die klassenniedrigere Mannschaft Heimrecht. In den weiteren Runden auf Verbandsebene hatten lediglich die Kreisligamannschaften immer Heimrecht. Spielten zwei Mannschaften aus der gleichen Ligenebene gegeneinander, hatte die zuerst gezogene Mannschaft ein Heimspiel. Ein Tausch des Heimrechts war allerdings möglich. Ab dem Halbfinale wurden die Spielorte durch den Verband bestimmt. Der Modus blieb auch nach dem Neustart mit reduziertem Teilnehmerfeld unverändert bestehen. Im Viertelfinale wurden zwei Freilose zugelost.

## Turnier nach dem Neustart

### Teilnehmerfeld
| Westfälische Mannschaften der 3. Liga 2020/21 | Westfälische Mannschaften der Regionalliga West 2020/21 1                                           |
| SC Verl                                       | SV Lippstadt 08 Sportfreunde Lotte Preußen Münster SV Rödinghausen SC Wiedenbrück Rot Weiss Ahlen X |

### Viertelfinale
| Datum                     |                 | Ergebnis        |                    |
| ------------------------- | --------------- | --------------- | ------------------ |
| 30. April 2021, 18:30 Uhr | SC Wiedenbrück  | 1:3             | SC Verl            |
| 12. Mai 2021, 18:00 Uhr   | SV Lippstadt 08 | 0:0 (5:6 i. E.) | Sportfreunde Lotte |
| –                         | Freilos         | –               | Preußen Münster    |
| –                         | Freilos         | –               | SV Rödinghausen    |

### Halbfinale
| Datum                   |                    | Ergebnis        |                 |
| ----------------------- | ------------------ | --------------- | --------------- |
| 19. Mai 2021, 18:00 Uhr | Sportfreunde Lotte | 2:2 (6:4 i. E.) | SV Rödinghausen |
| 19. Mai 2021, 18:00 Uhr | SC Verl            | 0:3             | Preußen Münster |

### Finale
Das Endspiel fand im Rahmen des „Finaltag der Amateure“ statt. Unabhängig vom Ergebnis erhielten die Sportfreunde Lotte bereits das Startrecht für den DFB-Pokal-Wettbewerb, da sich Preußen Münster bereits über die Regionalliga für diesen qualifizieren konnte.
| Sportfreunde Lotte                                  | Sportfreunde Lotte | Preußen Münster | Preußen Münster |
| --------------------------------------------------- | --- | --- | --------------- |
| Sportfreunde Lotte                                  | \| 29. Mai 2021 um 13:50 Uhr in Verl (Sportclub Arena) \| \| Ergebnis: 0:1 (0:0) \| \| Zuschauer: keine \| \| Schiedsrichter: Fabian Maibaum (Hagen) \| | \| 29. Mai 2021 um 13:50 Uhr in Verl (Sportclub Arena) \| \| Ergebnis: 0:1 (0:0) \| \| Zuschauer: keine \| \| Schiedsrichter: Fabian Maibaum (Hagen) \| | Preußen Münster |
| Sportfreunde Lotte                                  | Jhonny Peitzmeier – Filip Lišnić, Luca Menke, Jesse Tugbenyo, Sertan Yiğenoğlu – Emre Aydinel (59. Emir Terzi), Timo Brauer, Dino Bajrić, Leon Demaj, Exaucé Andzouana (87. Selim Ajkic) – Bennet van den Berg (87. Drilon Demaj) Cheftrainer: Andy Steinmann | Marko Đedović – Julian Schauerte, Simon Scherder, Marcel Hoffmeier, Lukas Frenkert – Nicolai Remberg, Dennis Daube, Joshua Holtby (55. Deniz-Fabian Bindemann) – Alexander Langlitz (88. Jannik Borgmann), Gerrit Wegkamp, Niklas Heidemann (55. Joel Grodowski) Cheftrainer: Sascha Hildmann | Preußen Münster |
| Sportfreunde Lotte                                  | 0:1 Wegkamp (84., Elfmeter) | | Preußen Münster |
| Sportfreunde Lotte                                  | Scherder | | Preußen Münster |
| 29. Mai 2021 um 13:50 Uhr in Verl (Sportclub Arena) | | |                 |
| Ergebnis: 0:1 (0:0)                                 | | |                 |
| Zuschauer: keine                                    | | |                 |
| Schiedsrichter: Fabian Maibaum (Hagen)              | | |                 |

## Turnier bis zum Abbruch

### Ursprüngliches Teilnehmerfeld
Für den in seiner ursprünglich geplanten Form gestarteten Westfalenpokalwettbewerb 2020/21 qualifizierten sich automatisch die westfälischen Vereine aus der 3. Liga und der Regionalliga West 2019/20 sowie evtl. Absteiger aus der 2. Bundesliga 2019/20. Dazu kamen die Mannschaften auf den Plätzen eins bis sechs der Oberliga Westfalen 2019/20, die Meister der beiden Staffeln der Westfalenliga, die Meister der vier Staffeln der Landesliga, die Meister der zwölf Staffeln der Bezirksliga sowie die 29 Kreispokalsieger. Die verbleibenden Plätze bis zur Zahl 64 wurden an die Kreise vergeben, die die meisten Herrenmannschaften stellten, die aktiv am Spielbetrieb der Kreisligen teilnahmen. In jenem Jahr waren dies die Kreise Dortmund, Bochum und Recklinghausen. Dazu kam der Kreis Münster, der sich nach dem Losverfahren gegen den Kreis Ahaus/Coesfeld durchgesetzt hat. Beide Kreise hatten die gleiche Anzahl der Mannschaften. Hatte sich ein Kreispokalsieger bereits über eine Meisterschaft qualifiziert, rückte der unterlegene Kreispokalfinalist nach.
| Westfälische Mannschaften der 3. Liga 2019/20 | Westfälische Mannschaften der Regionalliga West 2019/20 1 | Die ersten sechs Mannschaften der Oberliga Westfalen 2019/20 |
| Preußen Münster | TuS Haltern SV Lippstadt 08 Sportfreunde Lotte SV Rödinghausen SC Verl SG Wattenscheid 09 | Rot Weiss Ahlen Holzwickeder SC 2 RSV Meinerzhagen FC Eintracht Rheine Westfalia Rhynern SC Wiedenbrück |
| Die Meister der Westfalenliga 2019/20 | Die Meister der Landesliga 2019/20 | Die Meister der Bezirksliga 2019/20 |
| TSV Victoria Clarholz (1) SG Finnentrop/Bamenohl (2) | FC Preußen Espelkamp (1) Borussia Dröschede (2) Wacker Obercastrop (3) SC Westfalia Kinderhaus (4) | Rot-Weiß Kirchlengern (1) TuS Dornberg (2) SCV Neuenbeken (3) FC Arpe-Wormbach (4) SV Attendorn (5) Rot-Weiß Lüdenscheid (6) SV Drensteinfurt (7) Türkspor Dortmund (8) Erler SV 08 (9) Schwarz-Weiß Wattenscheid (10) SuS Stadtlohn (11) 3 Vorwärts Wettringen (12) |
| Die Kreispokalsieger der Saison 2019/20 (OL = Oberliga, WL = Westfalenliga, LL = Landesliga, BL = Bezirksliga, KLA = Kreisliga A) | | |
| - Ahaus/Coesfeld SpVgg Vreden (WL) - Arnsberg TuS Langenholthausen (LL) - Beckum SpVg Beckum (LL) F - Bielefeld TuS 08 Senne I (BL) F - Bochum CF Kurdistan Bochum (BL) SC Weitmar (BL) - Detmold SV Jerxen-Orbke (BL) - Dortmund TuS Bövinghausen (LL) Mengede 08/20 (BL) F - Gelsenkirchen YEG Hassel (WL) - Gütersloh VfB Schloß Holte (LL) | - Hagen TuS Ennepetal (OL) - Herford VfL Holsen (LL) - Herne FC Frohlinde (LL) F - Hochsauerland Rot-Weiß Erlinghausen (LL) F - Höxter FC Nieheim (LL) - Iserlohn Sportfreunde Hüingsen (BL) - Lemgo SV Werl-Aspe (KLA) - Lippstadt SuS Bad Westernkotten (LL) - Lübbecke TuS Tengern (WL) F - Lüdenscheid Kiersper SC (BL) D | - Minden Rot-Weiß Maaslingen (LL) - Münster SC Greven 09 (BL) F TuS Freckenhorst (BL) D - Olpe SpVg Olpe (LL) - Paderborn Delbrücker SC (WL) - Recklinghausen SV Schermbeck (OL) SpVgg Erkenschwick (WL) D - Siegen-Wittgenstein Germania Salchendorf (BL) - Soest Rot-Weiß Westönnen (BL) - Steinfurt Borussia Emsdetten (WL) F - Tecklenburg TuS Recke (BL) - Unna-Hamm Hammer SpVg (OL) |

### Abgebrochene 1. Runde
| Datum                        |                             | Ergebnis        |                              |
| ---------------------------- | --------------------------- | --------------- | ---------------------------- |
| 14. Oktober 2020, 19:30 Uhr  | Vorwärts Wettringen (LL)    | 0:4             | SV Lippstadt 08 (RL)         |
| 14. Oktober 2020, 19:45 Uhr  | TuS Haltern (OL)            | 0:0 (4:3 i. E.) | Rot Weiss Ahlen (RL)         |
| 15. Oktober 2020, 19:30 Uhr  | Rot-Weiß Westönnen (BL)     | 2:3             | TuS Dornberg (LL)            |
| 28. Oktober 2020, 19:45 Uhr  | Erler SV 08 (LL)            | 0:9             | SC Wiedenbrück (RL)          |
| 30. Oktober 2020, 19:30 Uhr  | SC Weitmar (BL)             | 5               | Wacker Obercastrop (WL)      |
| 31. Oktober 2020, 14:00 Uhr  | SuS Stadtlohn (BL)          | 1               | SG Finnentrop-Bamenohl (OL)  |
| 31. Oktober 2020, 14:00 Uhr  | YEG Hassel (WL)             | 2               | RSV Meinerzhagen (OL)        |
| 31. Oktober 2020, 14:00 Uhr  | CF Kurdistan Bochum (BL)    | 6               | Borussia Dröschede (WL)      |
| 31. Oktober 2020, 14:00 Uhr  | Mengede 08/20 (BL)          | 7               | SW Wattenscheid 08 (LL)      |
| 31. Oktober 2020, 14:00 Uhr  | FC Arpe Wormbach (LL)       | 9               | TuS Bövinghausen 04 (WL)     |
| 31. Oktober 2020, 14:00 Uhr  | Rot-Weiß Lüdenscheid (LL)   | 10              | SpVgg Vreden (OL)            |
| 31. Oktober 2020, 14:00 Uhr  | Germania Salchendorf (BL)   | 12              | TuS Ennepetal (OL)           |
| 31. Oktober 2020, 14:00 Uhr  | Kiersper SC (BL)            | 13              | FC Frohlinde (LL)            |
| 31. Oktober 2020, 14:00 Uhr  | Rot-Weiß Erlinghausen (LL)  | 14              | SpVgg Erkenschwick (WL)      |
| 31. Oktober 2020, 14:00 Uhr  | SpVg Olpe (LL)              | 15              | Türkspor Dortmund (LL)       |
| 31. Oktober 2020, 14:00 Uhr  | Sportfreunde Hüingsen (BL)  | 16              | TuS Langenholthausen (LL)    |
| 31. Oktober 2020, 14:00 Uhr  | VfB Schloß Holte (BL)       | 17              | SC Westfalia Kinderhaus (WL) |
| 31. Oktober 2020, 14:00 Uhr  | FC Nieheim (LL)             | 18              | Borussia Emsdetten (WL)      |
| 31. Oktober 2020, 14:00 Uhr  | SV Werl-Aspe (KLA)          | 19              | SC Drensteinfurt (LL)        |
| 1. November 2020, 18:00 Uhr  | TuS Recke (BL)              | 23              | Hammer SpVg (OL)             |
| 31. Oktober 2020, 14:00 Uhr  | SuS Bad Westernkotten (LL)  | 28              | Westfalia Rhynern (OL)       |
| 31. Oktober 2020, 14:00 Uhr  | TSV Victoria Clarholz (OL)  | 29              | Holzwickeder SC (OL)         |
| 31. Oktober 2020, 14:00 Uhr  | Rot-Weiß Maaslingen (LL)    | 31              | TuS Tengern (WL)             |
| 31. Oktober 2020, 14:30 Uhr  | TuS 08 Senne I (BL)         | 24              | Delbrücker SC (WL)           |
| 31. Oktober 2020, 16:30 Uhr  | SV Attendorn (LL)           | 8               | SV Schermbeck (OL)           |
| 31. Oktober 2020, 17:00 Uhr  | SCV Neuenbeken (LL)         | 21              | Preußen Münster (RL)         |
| 31. Oktober 2020, 17:00 Uhr  | TuS Freckenhorst (BL)       | 27              | SpVg Beckum (LL)             |
| 31. Oktober 2020, 18:00 Uhr  | Rot-Weiß Kirchlengern (LL)  | 30              | VfL Holsen (LL)              |
| 1. November 2020, 18:00 Uhr  | Eintracht Jerxen-Orbke (BL) | 22              | FC Eintracht Rheine (OL)     |
| 3. November 2020, 19:30 Uhr  | SG Wattenscheid 09 (OL)     | 11              | SC Verl (3L)                 |
| 10. November 2020, 19:00 Uhr | Sportfreunde Lotte (RL)     | 25              | SC Greven 09 (BL)            |
| 11. November 2020, 19:30 Uhr | FC Preußen Espelkamp (WL)   | 20              | SV Rödinghausen (RL)         |

### Geplante 2. Runde
| Datum                       |                      | Ergebnis |                   |
| --------------------------- | -------------------- | -------- | ----------------- |
| 1. November 2020, 00:00 Uhr | Sieger Spiel 7       | 33       | Sieger Spiel 1    |
| 1. November 2020, 00:00 Uhr | SC Wiedenbrück (RL)  | 34       | Sieger Spiel 11   |
| 1. November 2020, 00:00 Uhr | Sieger Spiel 13      | 35       | Sieger Spiel 15   |
| 1. November 2020, 00:00 Uhr | Sieger Spiel 9       | 36       | Sieger Spiel 5    |
| 1. November 2020, 00:00 Uhr | Sieger Spiel 16      | 37       | Sieger Spiel 14   |
| 1. November 2020, 00:00 Uhr | Sieger Spiel 10      | 38       | Sieger Spiel 2    |
| 1. November 2020, 00:00 Uhr | Sieger Spiel 8       | 39       | TuS Haltern (OL)  |
| 1. November 2020, 00:00 Uhr | Sieger Spiel 6       | 40       | Sieger Spiel 12   |
| 1. November 2020, 00:00 Uhr | SV Lippstadt 08 (RL) | 41       | Sieger Spiel 28   |
| 1. November 2020, 00:00 Uhr | Sieger Spiel 31      | 42       | Sieger Spiel 18   |
| 1. November 2020, 00:00 Uhr | Sieger Spiel 20      | 43       | Sieger Spiel 27   |
| 1. November 2020, 00:00 Uhr | Sieger Spiel 17      | 44       | Sieger Spiel 21   |
| 1. November 2020, 00:00 Uhr | Sieger Spiel 30      | 45       | Sieger Spiel 29   |
| 1. November 2020, 00:00 Uhr | Sieger Spiel 22      | 46       | Sieger Spiel 19   |
| 1. November 2020, 00:00 Uhr | Sieger Spiel 24      | 47       | Sieger Spiel 23   |
| 1. November 2020, 00:00 Uhr | Sieger Spiel 25      | 48       | TuS Dornberg (LL) |

### Geplantes Achtelfinale
| Datum                        |                 | Ergebnis |                 |
| ---------------------------- | --------------- | -------- | --------------- |
| 23. November 2020, 00:00 Uhr | Sieger Spiel 42 | 49       | Sieger Spiel 41 |
| 23. November 2020, 00:00 Uhr | Sieger Spiel 46 | 50       | Sieger Spiel 40 |
| 23. November 2020, 00:00 Uhr | Sieger Spiel 48 | 51       | Sieger Spiel 39 |
| 23. November 2020, 00:00 Uhr | Sieger Spiel 33 | 52       | Sieger Spiel 35 |
| 23. November 2020, 00:00 Uhr | Sieger Spiel 43 | 53       | Sieger Spiel 45 |
| 23. November 2020, 00:00 Uhr | Sieger Spiel 38 | 54       | Sieger Spiel 37 |
| 23. November 2020, 00:00 Uhr | Sieger Spiel 44 | 55       | Sieger Spiel 47 |
| 23. November 2020, 00:00 Uhr | Sieger Spiel 34 | 56       | Sieger Spiel 36 |

### Geplantes Viertelfinale
| Datum                       |                 | Ergebnis |                 |
| --------------------------- | --------------- | -------- | --------------- |
| 18. Februar 2021, 00:00 Uhr | Sieger Spiel 54 | 57       | Sieger Spiel 51 |
| 18. Februar 2021, 00:00 Uhr | Sieger Spiel 49 | 58       | Sieger Spiel 55 |
| 18. Februar 2021, 00:00 Uhr | Sieger Spiel 53 | 59       | Sieger Spiel 52 |
| 18. Februar 2021, 00:00 Uhr | Sieger Spiel 50 | 60       | Sieger Spiel 56 |

### Geplante Termine
Laut dem ursprünglichen Rahmenterminkalender 2020/21 sollten die Spiele in den folgenden Zeiträumen stattfinden:
- 1. Runde: 1. bis 31. Oktober 2020
- 2. Runde: 1. bis 21. November 2020
- Achtelfinale: 23. November 2020 bis 17. Februar 2021
- Viertelfinale: 18. Februar bis 25. März 2021
- Halbfinale: 26. März bis 15. April 2021
- Finale: 22. Mai 2021